# Jacques Battaille-Henri
Pour les articles homonymes, voir Battaille et Henri.
Ne doit pas être confondu avec Henri Bataille ou Henry Bataille.
Henri Battaille connu comme Battaille-Henri ou Jacques Battaille-Henri, né le 7 octobre 1880 à Paris 18e et mort le 22 avril 1964 à Paris 4e, est un chansonnier, parolier, adaptateur de chansons, librettiste, revuiste et metteur en scène français.

## Biographie
Henri Battaille est le fils de l'acteur et auteur dramatique Louis Battaille (1840-1896). Doté d'une plume aisée, il s'inscrit en 1907 à la Société des auteurs et compositeurs dramatiques. Il écrit alors, en tant qu'auteur et en collaboration avec Valentin Tarault (1880-1960), des scénettes comiques mises en musique par Pierre Doubis (1865-1941) ou Félicien Vargues (1862-1945). Il compose également des chansons en collaborations avec A. Pyns. La même année, il collabore pour la première fois avec le chansonnier Lucien Boyer. Il signe encore de son véritable patronyme « Henri Battaille » jusqu'à qu'il se trouve en butte en 1909 aux protestations de son presque homonyme Henry Bataille qui jouissait déjà d'un certain succès et qui l'accusait d'utiliser son nom comme faire-valoir ; pour couper court à la polémique, il choisit d'utiliser le nom de plume de « Battaille-Henri ».
À partir de 1911, il poursuit sa collaboration avec Lucien Boyer dont il coécrit les revues jouées dans différents théâtres parisiens. Il travaille par la suite avec une multitude d'auteurs et de compositeurs. À partir de 1921, c'est seul qu'il écrit les livrets de plusieurs revues ou opérettes. Dans les années 1930, la majeure partie de son activité consiste à adapter en français les chansons d'opérettes puis de films de cinéma étrangers, et principalement américains de la Paramount.

## Opérettes et revues
- 1910 : Tu viens avec?, revue en seize tableaux de Battaille-Henri et Valentin Tarault, musique de Bourgeois, mise en scène de Paul Febvre à la Gaieté Rochechouart[8].
- 1911 : le Mariage d'Hakouma de Lucien Boyer et Battaille-Henri au concert Mayol[9].
- 1911 : Pan !...Pan ! de Lucien Boyer et Battaille-Henri à la Gaité-Rochechouart[10].
- 1913 : Madame est Serbie, revue de Lucien Boyer et Battaille-Henri à la Gaieté Rochechouart[11].
- 1913 : En avant !... Mars !, revue de Lucien Boyer  et Jacques Battaille-Henri, aux Folies Bergère.
- 1913 : Merci pour la langouste, revue de Lucien Boyer  et Jacques Battaille-Henri à La Cigale[12].
- 1914 : Elles y sont toutes, revue de Jacques Battaille-Henri à la Scala.
- 1914 : La Revue cordiale, revue en trois actes de Battaille-Henri, Jean Bastia et Jean Deyrmon à la Comédie des Champs-Elysées[13].
- 1917 : La revue du Vaudeville de Lucien Boyer, Albert Willemetz et Battaille-Henri au théâtre du Vaudeville[14].
- 1919 : Hullo Paris ! revue de Paul-Louis Flers, Lucien Boyer, Jacques Battaille-Henri au théâtre Mogador
- 1919 : La Revue du Bouif, de Bataille-Henri et Georges de La Fouchardière.
- 1920 :  T'auras pas sa fleur, vaudeville en trois actes d'André Mouëzy-Éon et Battaille-Henri à La Cigale[15].
- 1921 : A la Rolls... Rosse, revue de Battaille-Henri et Georges de La Fouchardièreau Théâtre du Moulin Bleu, 42 rue de Douai[16].
- 1921 : La Revue du centenaire avec Gaby Montbreuse, à La Pie qui chante[17].
- 1921 : Ouin-Ouin avec Jeanne Fusier-Gir à la Gaieté Rochechouart[18].
- 1922 : La Revue de Marigny au théâtre Marigny[19].
- 1922 : La Revue de Marigny, 2e version au théâtre Marigny[20].
- 1923 : J'te veux, comédie opérette en 3 actes de Wilned, Marcel Grandjean et Henri Battaille, musique de Gaston Gabaroche, Fred Pearly, Albert Valsien et René Mercier au Théâtre Marigny[21].
- 1925 : Sur le Velours, revue en 3 actes et 25 tableaux, de Battaille-Henri au Théâtre de La Potinière[22].
- 1925 : Qu'en dit l'Abbé?, opérette en trois actes de Battaile-Henri, musique de Louis Urgel au Théâtre de l'Avenue [23].
- 1939 : La Revue des revues de Dorin, Battaille-Henri et Varenne[24].

## Théâtre
- 1924 : Mon vieux, comédie en 3 actes, 8 tableaux et 20 chansons d'André Birabeau et Jacques Battaille-Henri, au théâtre de la Potinière[25]

## Chansons
- Smiles - Mon soleil, c'est ton sourire, fox-trot de Lee S. Roberts ; paroles françaises de Lucien Boyer et Battaille-Henri ; paroles américaines de J. Will (1917) lire en ligne sur Gallica
- Barigna... Tchitcherina !, paroles de Battaille-Henri (1922) lire en ligne sur Gallica
- Paris je t'aime d'amour avec Victor Schertzinger, chanté par Maurice Chevalier.
- La muguettera (ou deux petits brins de muguet), fox-trot, paroles de Battaille-Henri et Valentin Tarault, musique de J. Battle, chanté par Suzanne Raymond à la Cigale.
- Que je n'ose pas dire, paroles de Lucien Boyer et Henri Battaille ; air ancien arrangé par Henri Christiné